# Farid Boulaya
Farid Boulaya (arabisch فريد بولاية, DMG Farīd Būlāya; * 25. Februar 1993 in Vitrolles, Frankreich) ist ein algerisch-französischer Fußballspieler, der aktuell beim katarischen Erstligisten Al-Gharafa SC und der algerischen Nationalmannschaft spielt.

## Karriere

### Verein

#### 2012 bis 2015: Anfänge beim FC Istres
Boulaya begann seine fußballerische Ausbildung beim FC Istres, wo er bis 2012 größtenteils in der zweiten Mannschaft und der Jugend aktiv war. Am 11. Mai 2012 (37. Spieltag) debütierte er in der Ligue 2 gegen den RC Lens, als er bei der 1:0-Niederlage sieben Minuten vor Schluss für Maxime Tarasconi ins Spiel kam. Bis auf zwei weitere Mal im Kader der Profis war dies sein einziger Einsatz in der Saison. In der darauf folgenden Saison wurde er nur gegen Ende berücksichtigt und kam auf elf Ligaspiele und eines im Pokal. 2013/14 etablierte er sich so langsam endgültig in die Profimannschaft und spielte 23 Mal in der Liga. Nach dem Abstieg in die National schoss er 15. August 2014 (2. Spieltag) sein erstes Tor für den Verein gegen Stade Raphaëlois zum 2:0. Jedoch kam er in der Saison nur elfmal in der Liga zum Einsatz.

#### 2015 bis 2018: Weg in die Ligue 1
Im Sommer 2015 wechselte er zurück in die Ligue 2 zu Clermont Foot. Gegen den FC Sochaux am ersten Spieltag debütierte er für sein neues Team nach Einwechslung in der 63. Minute für Ludovic Genest. Nach einigen Anfangsschwierigkeiten schoss er am 30. Oktober 2015 (13. Spieltag) sein erstes Tor im neuen Trikot, als er bei der 2:1-Niederlage gegen Red Star Paris das einzige Tor der Mannschaft schoss. In der gesamten Saison 2015/16 schoss er sieben Tore und gab vier Vorlagen in 32 Ligaduellen.
Nach nur einer Saison wechselte er für 250 Tausend Euro in die höchste Liga, die Ligue 1, zum SC Bastia. Sein Debüt in der höchsten französischen Spielklasse gab er bei einem 0:0-Unentschieden gegen die AS Saint-Étienne nach Einwechslung. Auch aufgrund einer Verletzung am Meniskus war er lange nicht im Kader und so spielte er für Bastia lediglich zwei Ligapartien.
Nach der Saison wechselte er nach Spanien zum Aufsteiger FC Girona. Bis auf eine Pokalpartie kam er bei Girona bis zur Winterpause nie zum Einsatz.

#### Seit 2018: FC Metz
Anschließend wurde er mit einer Kaufoption über 800 Tausend Euro an den FC Metz zurück in die Ligue 1 verliehen. Bei seinem Debüt am 21. Januar 2018 (22. Spieltag) gegen die AS Monaco legte er bei der 1:3-Niederlage direkt sein erstes Tor für die Mannschaft vor. Nach sieben Ligaeinsätzen bis zum Saisonende stieg Metz ab und zog die Kaufoption für Boulaya. In der Ligue 2 schoss er am dritten Spieltag beim 3:2-Sieg über seinen Exverein Clermont Foot schließlich sein erstes Tor für den Verein, nachdem er in den zuvorigen beiden Partien insgesamt bereits drei Vorlagen erreichte. Die Saison beendete er als Stammspieler auf dem rechten Flügel mit 37 Einsätzen, sechs Toren und sechs Vorlagen. Metz schaffte dabei den direkten Wiederaufstieg. Gegen Ende der Folgesaison schoss er gegen den HSC Montpellier den 1:1-Ausgleich und sein erstes Ligue-1-Tor. Nach dem Aufstieg war er jedoch kein Stammspieler mehr und lief nur 19 Mal auf, wobei er zwei Tore schießen konnte. 2020/21 gehörte er wieder zum Stammpersonal und spielte sowohl im offensiven Mittelfeld, als auch auf dem Flügel.

#### Wechsel nach Katar
Nach Auslaufen seines Vertrages in Metz wechselte er im August 2022 ablösefrei nach Katar zum Al-Gharafa Sports Club.

### Nationalmannschaft
Boulaya träumte schon immer ein Länderspiel für die algerische Nationalmannschaft machen zu können. Am 9. Oktober 2020 debütierte er für die A-Nationalmannschaft, als er bei einem 1:0-Sieg gegen Nigeria über die vollen 90 Minuten auf dem Platz stand. Bei einem 5:0-Erfolg über Botsuana schoss er nach Einwechslung das 5:0 und somit sein erstes Länderspieltor.

## Erfolge
- Meister der Ligue 2 und Aufstieg in die Ligue 1: 2019
- Spieler des Monats der Ligue 1: Januar 2021